# اريك ويزلي
اريك ويزلي (بالإنجليزية: Eric Wesley)‏ هو فنان أمريكي، ولد في 1973 في لوس أنجلوس في الولايات المتحدة.